# Лильяк, Георге
Георге Лильяк (рум. Gheorghe Liliac, род. 22 апреля 1959, Дорохой) — румынский футболист, игравший на позиции вратаря. Участник чемпионата мира 1990 года в составе национальной сборной Румынии.

## Клубная карьера
Лильяк начал играть в футбол в своём родном городе за команду «Кристалул Дорохой». В 22 года он переехал в соседний город Ботошани в одноимённый клуб, который в то время играл во второй лиге Румынии. Там в 1983 году его заметил клуб высшего дивизиона «Бихор», в том же году Лильяк перешёл в эту команду и дебютировал за неё 28 августа 1983 года в матче против «Бая-Маре» (0:0).
Георге не был регулярным основным игроком «Бихора» и после вылета команды из высшего дивизиона по итогам сезона 1985/1986 присоединился к другому клубу чемпионата «Петролул». В составе этой команды сразу стал вратарём стартового состава и получил вызов в национальную сборную. Благодаря своей игре в 1987 году переехал в «Стяуа», где по ходу сезона заменил Думитру Стынгачу на посту основного вратаря. Сезон 1987/1988 стал самым успешным в карьере вратаря, по его итогам он выиграл Кубок Румынии и дошёл до полуфинала Кубка европейских чемпионов.
Однако в начале сезона 1988/1989 в клуб перешёл Силвиу Лунг, у которого Лильяк не сумел выиграть конкуренцию. В 1989 году вернулся в «Петролул», а в 1991 году уехал за границу в клуб чемпионата Израиля «Хапоэль Цафририм», за который выступал следующие 2 года. Завершил игровую карьеру в команде «Металлул Филипешти», цвета которой защищал в течение 1995—1997 годов.

## Карьера в сборной
8 июля 1987 года дебютировал в официальных матчах в составе национальной сборной Румынии против Израиля (3:2), выйдя на замену в перерыве вместо Силвиу Лунга.
В составе сборной был участником чемпионата мира 1990 года в Италии и дошёл до стадии 1/8 финала, однако был на турнире третьим вратарём и на поле не выходил. Перед турниром провёл за команду ещё три товарищеских матча, третий из которых против Израиля (4:1), прошедший 25 апреля 1990 года, стал для Лильяка последним в форме сборной.
В течение карьеры в национальной команде, которая длилась 4 года, провёл в её форме 4 матча.

## Достижения
«Стяуа»
- Чемпион Румынии (2): 1987/1988, 1988/1989
- Обладатель Кубка Румынии: 1988/1989